# Бєлов Сергій Сергійович
Сергій Сергійович Бєлов (рос. Сергей Сергеевич Белов; 27 вересня 1982, м. Ленінград, СРСР) — російський хокеїст, воротар. Згодом — хокейний тренер.

## Ігрова кар'єра
Вихованець хокейної щколи СКА (Санкт-Петербург). Виступав за СКА (Санкт-Петербург), «Спартак» (Санкт-Петербург), «Торос» (Нефтекамськ), «Сибір» (Новосибірськ), «Іжсталь» (Іжевськ), «Лада» (Тольятті).
У сезоні 2008/09 років перебувавв у складі клубу «Салават Юлаєв» (Уфа) але не провів жодного матчу.